# Yuka Tokumitsu
Yuka Tokumitsu (徳光 由禾 o 由香 徳光 Tokumitsu Yuka?) es una seiyū japonesa nacida el 2 de octubre de 1969 en Hokkaidō. Ha participado en series como Chobits, Digimon Adventure y Ojamajo Doremi, entre otras.

## Roles Interpretados

### Series de Anime
- Bikkuriman 2000 como Kuria-soushin y W Hakagi
- Chobits como Dita
- Digimon Adventure como Gatomon, Angewomon, Kiwimon, Salamon y Satoe Tachikawa
- Digimon Adventure 02 como Angewomon, Lou, Satoe Tachikawa, Salamon, Nefertimon, Silphymon, Syakomon, Gatomon y Takashi
- Futari wa Pretty Cure como Rina Takashimizu
- Mo~tto! Ojamajo Doremi como Dodo y Nishizawa-sensei
- Ojamajo Doremi como Dodo
- Ojamajo Doremi # como Dodo
- Ojamajo Doremi Dokka~n! como Dodo
- Yume no Crayon Oukoku como la Princesa Silver

### OVAs
- Good Morning Call como Nao Yoshikawa
- Ojamajo Doremi # como Dodo
- Ojamajo Doremi Na-i-sho como Nishizawa-sensei

### Películas
- Digimon Adventure: Bokura no War Game como Gatomon
- Digimon Adventure 02: Diablomon Strikes Back como Gatomon
- Digimon Adventure 02: Digimon Hurricane Touchdown!! & Supreme Evolution!! The Golden Digimentals como Gatomon
- Digimon Adventure 3D: Digimon Grand Prix! como Gatomon
- Digimon Adventure tri. como Gatomon
- Futari wa Pretty Cure Max Heart 2: Yukizora no Tomodachi como Rina Takashimizu
- Precure All Stars DX como Rina Takashimizu

## Música
- Interpretó el opening N Paka March de la serie Yume no Crayon Oukoku.[3]